# Crocomela regia
Crocomela regia är en fjärilsart som beskrevs av W. Warren 1901. Crocomela regia ingår i släktet Crocomela och familjen björnspinnare. Inga underarter finns listade i Catalogue of Life.